# A Genuine Tong Funeral
Albums de Gary Burton
Lofty Fake Anagram
(1967) Gary Burton Quartet in Concert
(1968)
A genuine Tong Funeral est un album de jazz du vibraphoniste américain Gary Burton enregistré en juillet 1967 et commercialisé en 1968.

## Liste des titres
Tous les morceaux ont été composés par Carla Bley.
| No  | Titre                   | Durée |
| --- | ----------------------- | ----- |
| 1.  | The Opening             | 6:37  |
| 2.  | Death Rolls             | 1:36  |
| 3.  | Morning (Part 1)        | 1:43  |
| 4.  | Interlude               | 4:28  |
| 5.  | Silent Spring           | 7:58  |
| 6.  | Fanfare                 | 2:51  |
| 7.  | Some Dirge              | 7:47  |
| 8.  | Morning (Part 2)        | 1:17  |
| 9.  | The New Funeral March   | 2:40  |
| 10. | The New National Anthem | 6:34  |

## Musiciens
- Gary Burton vibraphone
- Carla Bley piano, orgue,
- Larry Coryell guitare
- Steve Lacy saxophone soprano
- Gato Barbieri saxophone ténor
- Jimmy Knepper trombone, trombone basse
- Michael Mantler trompette
- Howard Johnson tuba, saxophone baryton
- Steve Swallow contrebasse
- Bob Moses batterie